# Закон Дарсі
Закон Дарсі — об'ємна витрата рідини Q, м³/c через пористе середовище прямо пропорційна втраті напору ΔН, м на довжині Δl, м і площі фільтрації F, м²:
Q = kф F ΔН / Δl , де kф — коефіцієнт фільтрації, м/с.
Вперше отриманий експериментально французьким інженером-гідравліком Анрі Дарсі у 1856 році.
У нафтогазовій підземній гідромеханіці його записують так:
Q = k F Δp/(μl),
де k — коефіцієнт проникності пористого середовища, м²; Δp — перепад тиску, Па; μ — динамічний коефіцієнт в'язкості, Па•с.

## Закон Дарсі при ламінарному русі рідини
Оскільки в інженерній геології розглядається, в основному, ламінарний рух води у порах нескельних порід (ґрунтів), то закон Дарсі можна сформулювати так:
```
«Кількість води, що протікає (фільтрується) через поперечний перетин породи за одиницю часу, є пропорційною до площі цього перетину, прямо пропорційною до падіння напору, зворотно пропорційною довжині до шляху фільтрації на конкретній ділянці потоку і залежить від коефіцієнта фільтрації породи».
```